# Voorschoten
Voorschoten (dân số: 22.505 người trong năm 2004) là một đô thị ở phía tây Hà Lan, trong tỉnh Zuid-Holland. Đây là đô thị nhỏ ở ở Randstad, bao quanh bởi các thành phố Leiden và Den Hag. Đô thị này có diện tích 11,59 km² (trong đó 0,38 km² là mặt nước). Đang có kế hoạch sáp nhập đô thị này với Wassenaar.
Lâu đài Duivenvoorde,  trường Anh ở Hà Lan  và thái ấp Vredenhof - được xây lại từ Diederik Jansz. Graeff nằm ở tong hoặc gần Voorschoten.

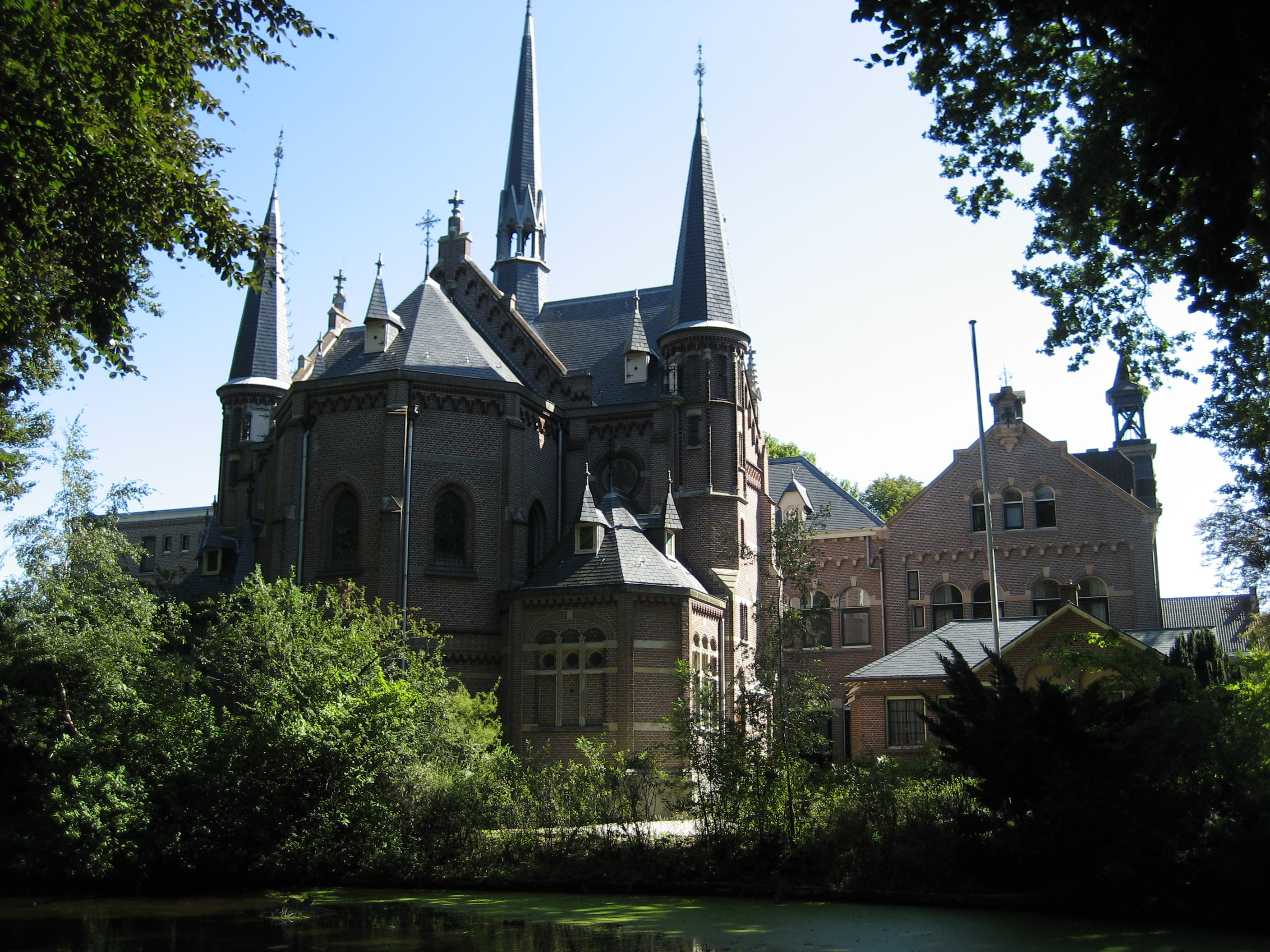
Kloosterkapel Bijdorp ở Voorschoten.